# Volker Zerbe
Volker Zerbe (født 30. juni 1968 i Lemgo) er en pensioneret tysk håndboldspiller, der spillede hele sin aktive karriere hos den tyske Bundesligaklub TBV Lemgo i sin fødeby. Han er nu, efter i 2006 at have stoppet karrieren, sportsdirektør i klubben.

## Landshold
Zerbe nåede igennem sin karriere at spille 291 kampe og score 783 mål for det tyske landshold. Han var blandt andet med til at vinde EM-guld i 2004 i Slovenien samt vinde VM-sølv i 2005. 
Han deltog med Tyskland ved fire olympiske lege, hvor det blev til en tiendeplads i 1992 i Barcelona, en syvendeplads i 1996 i Atlanta og en femteplads i 2000 i Sydney, inden det ved OL 2004 i Athen lykkedes tyskerne med Zerbe at få medalje. De indledte med en tredjeplads i indledende pulje, men vandt derpå over Spanien i kvartfinalen, over Rusland i semifinalen, inden de i finalen mødte Kroatien. Tyskerne førte ved pausen, men med fem minutter tilbage af kampen kom kroaterne foran med to mål, hvilket de holdt til en sejr på 26-24.